# RE Engine
RE Engine, también conocido como Reach for the Moon Engine, es un motor de videojuego creado por Capcom. Fue originalmente diseñado para Resident Evil 7: Biohazard. Desde entonces se ha utilizado en una variedad de videojuegos de la empresa, como Devil May Cry 5, Monster Hunter Rise y Street Fighter 6. El motor es un sucesor de MT Framework, el motor anterior de Capcom.

## Historia
RE Engine fue creado en 2014, durante el inicio del desarrollo de Resident Evil 7. El motor fue diseñado originalmente con la naturaleza lineal del videojuego en mente y fue creado para hacer que el desarrollo del videojuego sea más eficiente. La razón por la que el equipo no eligió un motor de terceros fue que «un motor altamente genérico desarrollado por otra compañía no sería apropiado» para un videojuego como Resident Evil 7. MT Framework no se utilizó para el proyecto debido a sus herramientas de desarrollo más lentas. Jun Takeuchi, el jefe de la División 1 de Capcom, declaró: «Tuvimos que repensar la forma en que hacemos juegos. Para llevar a cabo el desarrollo basado en activos (elementos gráficos y modelos 3D), que es globalmente la corriente principal, comenzamos a desarrollar nuestro nuevo RE Engine».
Al hablar de Monster Hunter Rise, Yasunori Ichinose, el director del videojuego, habló sobre portar RE Engine a Nintendo Switch y dijo que «se necesitaba hacer mucho trabajo de ingeniería técnica de fondo solo para lograr apuntar a una nueva plataforma de hardware», y mencionó el desafío de crear los mapas grandes que el equipo quería mientras intentaba mantener la calidad gráfica del videojuego.
En octubre de 2023, Capcom presentó «Codename REX» (RE neXt ENGINE), su motor de videojuego de próxima generación, durante una presentación de 22 minutos centrada en los desarrolladores. Reconociendo las limitaciones del RE Engine actual, la nueva actualización del motor implicará la integración incremental de la tecnología RE+X en el RE Engine existente, elevándolo a capacidades de próxima generación. Los videojuegos con RE Engine requerirán GPU con soporte para sombreadores de malla para un mejor rendimiento, ya que las GPU heredadas sin sombreadores de malla tendrán dificultades.

## Características
RE Engine presenta varias mejoras con respecto a MT Framework, incluidas nuevas funciones de suavizado de bordes e iluminación volumétrica. El motor también permite a los desarrolladores usar la fotogrametría para crear activos de mayor calidad. También incluye un soporte de realidad virtual mejorado con respecto a su predecesor, lo que le permite alcanzar altas velocidades de cuadros necesarias para evitar la cinetosis. También incluye herramientas para hacer que la animación sea más rápida, como rigging modular, motion matching, animación procedimental y motion retargeting. RE Engine también tiene varias opciones nuevas de simulación física que permiten escombros más realistas.

## Videojuegos
| Año  | Título                                            | Plataforma                                                                                            | Refs.  |
| ---- | ------------------------------------------------- | --- | ------ |
| 2017 | Resident Evil 7: Biohazard                        | PlayStation 4, Windows, Xbox One, Nintendo Switch, Stadia, PlayStation 5, Xbox Series X/S             | [ 3 ]  |
| 2019 | Resident Evil 2                                   | PlayStation 4, Windows, Xbox One, PlayStation 5, Xbox Series X/S, Nintendo Switch                     | [ 17 ] |
| 2019 | Devil May Cry 5                                   | PlayStation 4, Xbox One, Windows, PlayStation 5, Xbox Series X/S                                      | [ 22 ] |
| 2020 | Resident Evil 3                                   | PlayStation 4, Xbox One, Windows, PlayStation 5, Xbox Series X/S, Nintendo Switch                     | [ 23 ] |
| 2020 | Resident Evil: Resistance                         | PlayStation 4, Xbox One, Windows                                                                      | [ 24 ] |
| 2021 | Capcom Arcade Stadium                             | Nintendo Switch, PlayStation 4, Xbox One, Windows                                                     | [ 25 ] |
| 2021 | Ghosts 'n Goblins Resurrection                    | Nintendo Switch, PlayStation 4, Xbox One, Windows                                                     | [ 26 ] |
| 2021 | Monster Hunter Rise                               | Nintendo Switch, PlayStation 5, PlayStation 4, Xbox Series X/S, Xbox One, Windows                     | [ 4 ]  |
| 2021 | Resident Evil Village                             | PlayStation 5, Playstation 4, Xbox Series X/S, Xbox One, Windows, macOS, iOS, Stadia, Nintendo Switch | [ 27 ] |
| 2022 | Capcom Arcade 2nd Stadium                         | Nintendo Switch, PlayStation 4, Xbox One, Windows                                                     | [ 28 ] |
| 2022 | Resident Evil Re:Verse                            | PlayStation 4, Xbox One, Windows                                                                      | [ 29 ] |
| 2023 | Resident Evil 4                                   | PlayStation 4, PlayStation 5, Xbox Series X/S, Windows, macOS, iOS                                    | [ 30 ] |
| 2023 | Street Fighter 6                                  | PlayStation 4, PlayStation 5, Xbox Series X/S, Windows, Arcade                                        | [ 31 ] |
| 2023 | Ghost Trick: Detective fantasma (remasterización) | Nintendo Switch, PlayStation 4, Xbox One, Windows, iOS, Android                                       | [ 32 ] |
| 2023 | Exoprimal                                         | PlayStation 4, PlayStation 5, Xbox One, Xbox Series X/S, Windows                                      | [ 33 ] |
| 2024 | Apollo Justice: Ace Attorney Trilogy              | Nintendo Switch, PlayStation 4, Xbox One, Windows                                                     | [ 34 ] |
| 2024 | Dragon's Dogma 2                                  | PlayStation 5, Xbox Series X/S, Windows                                                               | [ 35 ] |
| 2024 | Kunitsu-Gami: Path of the Goddess                 | PlayStation 5, Xbox Series X/S, Nintendo Switch 2, Windows                                            | [ 36 ] |
| 2025 | Monster Hunter Wilds                              | PlayStation 5, Xbox Series X/S, Windows                                                               | [ 37 ] |
| TBA  | Pragmata                                          | PlayStation 5, Xbox Series X/S, Windows                                                               | [ 38 ] |
| TBA  | Proyecto no anunciado de Ace Attorney             | TBA                                                                                                   | [ 39 ] |